# 빌바오 대성당

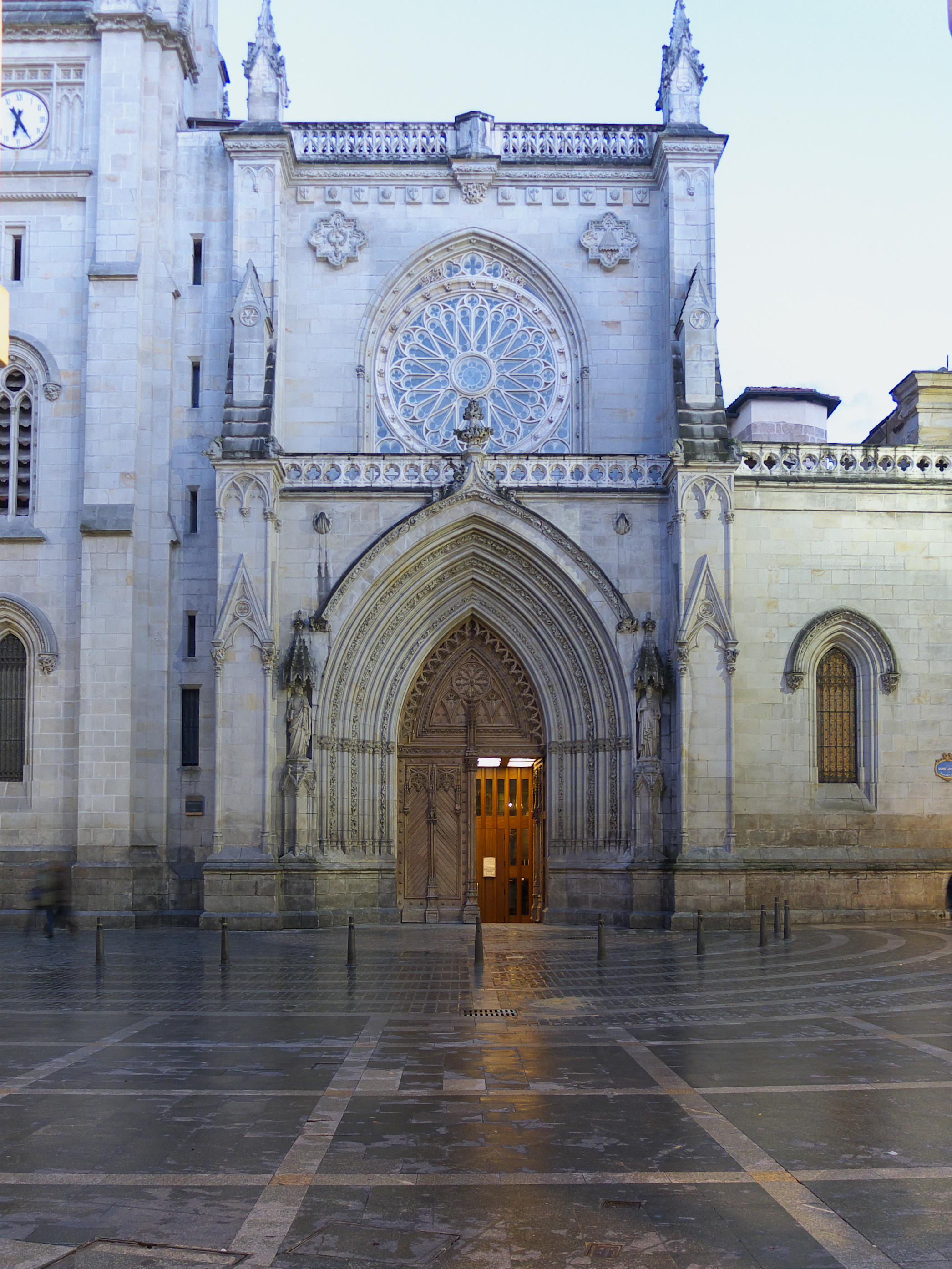
빌바오 대성당

산티아고 대성당(스페인어: Catedral de Santiago, 바스크어: Done Jakue Basilika-Katedrala), 간단히 빌바오 대성당은 스페인 바스크주 빌바오에 있는 가톨릭 대성당이다. 카미노데산티아고의 북쪽 길을 따르는 순례자들의 환승지라는 점에서 사도 야고보에게 헌정되었다. 2015년에 이 길을 따라 있는 여러 건물과 함께 유네스코 세계문화유산으로 지정되었다.

## 역사
이 성당은 원래 14세기에서 15세기 사이에 도시의 주요 본당 성당으로 지어졌으며, 빌바오에서 가장 오래된 건물 중 하나다. 1819년에 준대성전으로 지정되었다. 건축가 세베리노 데 아추카로가 설계한 첨탑과 서쪽 포르티코가 있는 탑은 1887년에 완공되었다. 빌바오 로마 가톨릭 교구가 공식적으로 창설된 후, 1955년 12월 30일에 대성당 지위로 승격되었다.